# Colera
Colera és un municipi de la comarca de l'Alt Empordà. És un poble de costa, situat entre Llançà i Portbou, a la Costa Brava nord; i l'economia principal que té és el turisme. Té platges molt boniques, com ara la de Garbet, la del Borró, la de les Assutzenes, la de les Portes, la dels Morts, la d'en Goixa, la d'en Carbassó i la cala Rovellada.
Al poble hi ha diversos hotels i un càmping; i té dues urbanitzacions: Sant Miquel i la Rovellada. El centre neuràlgic del poble és la Plaça Pi i Maragall, on hi ha l'ajuntament, una botiga, l'estanc i dos bars restaurant.
Diversos negocis que estan oberts tot l'any.
Durant l'estiu, la gent fa vida al passeig marítim, on hi ha 4 bars restaurants, hotel, hostal i el Club Nàutic Sant Miquel de Colera , la zona portuària, que disposa de bar.
El municipi conté el veïnat despoblat de Molinàs, riera amunt, a uns 4 km de distància, en una vall tancada i a una alçada d'uns 100 m. Aquest veïnat ha estat habitat uns 200 anys, des de finals del S. XVIII fins a finals del S. XX.
Els dos carrers principals de Colera són el carrer Francesc Ribera (a causa de l'alcalde Francesc Ribera) i el carrer del Mar, que travessen tot el poble i desemboquen a les platges.

## Geografia
- Llista de topònims de Colera (Orografia: muntanyes, serres, collades, indrets..; hidrografia: rius, fonts...; edificis: cases, masies, esglésies, etc).

## Història
El primer document en què apareix el topònim Colera és en l'acta de consagració de l'Església de Sant Quirze, l'any 935: "Vallen quam vocant Colera". En el lliurament d'uns alous fets pel comte Gausbert d'Empúries al cenobi de Sant Quirze, l'any 931, la vall de Colera és anomenada Valle de Collera. El topònim de Colera prové, possiblement, del llatí collis, que significa ‘coll', ‘turó’.
El 4 de febrer del 1769, Isidre Ferran Sangenís — pagès de Garriguella — i els seus dos germans — Ramon i Josep — van enviar una sol·licitud al Rei Carles III per fundar la nova vila de Colera, de cinquanta cases, amb els veïns corresponents, en terrenys de la seva propietat; i el 4 de juliol del 1770 va arribar-ne l'autorització. El nou poble s'anomenaria Sant Miguel de Colera.
Es diu que aquesta autorització anava acompanyada d'un plànol de com havia de construir-se el poble: on se situarien l'església, l'ajuntament, els canons de defensa, etc. Tanmateix, això no s'ha pogut constatar mai amb cap document.
El 1846 Colera va incorporar el terme de Sant Silvestre de Valleta, que posteriorment va ser transferit a Llançà el 1880.
A petició d'uns veïns de Portbou i Molinàs, la Diputació de Girona (amb data de 10 d'abril del 1885) va dictar una ordre en què el municipi de Sant Miquel de Colera passava a tenir per capital Portbou. El 23 de maig del 1885, però, els veïns de Colera, en desacord amb aquesta ordre, van cremar els arxius de l'Ajuntament. L'endemà, el 24 de maig, en una sessió plenària duta a terme a l'ajuntament de Portbou, es va fer efectiva la capitalitat de Portbou enfront de Colera.
Una llei signada el dia 2 de juliol del 1934 pel president Lluís Companys va autoritzar la segregació de Colera del terme municipal de Portbou.
El 8 de juny del 2014 el president Artur Mas va inaugurar el nou port de Colera, amb la participació de l'alcalde Lluís Bosch, Antonio Aragall i Josep Maria Nadal (directius del port).

## Demografia
| Entitat de població | Habitants (2023) |
| Colera              | 477              |
| Molinàs             | 2                |
| Font: Idescat       |                  |

| 1497 f | 1515 f | 1553 f | 1717 | 1787 | 1857 | 1877  | 1887 | 1900 | 1910 |
| ------ | ------ | ------ | ---- | ---- | ---- | ----- | ---- | ---- | ---- |
| 8      | -      | 14     | 3    | 228  | 727  | 1.223 | -    | -    | -    |

| 1920 | 1930 | 1940 | 1950 | 1960 | 1970 | 1981 | 1990 | 1992 | 1994 |
| ---- | ---- | ---- | ---- | ---- | ---- | ---- | ---- | ---- | ---- |
| -    | -    | 437  | 378  | 391  | 506  | 490  | 429  | 446  | 446  |

| 1996 | 1998 | 2000 | 2002 | 2004 | 2006 | 2008 | 2010 | 2012 | 2014 |
| ---- | ---- | ---- | ---- | ---- | ---- | ---- | ---- | ---- | ---- |
| 422  | 493  | 592  | 575  | 655  | 601  | 578  | 576  | 574  | 532  |

| 2016 | 2018 | 2020 | 2022 | 2024 | 2026 | 2028 | 2030 | 2032 | 2034 |
| ---- | ---- | ---- | ---- | ---- | ---- | ---- | ---- | ---- | ---- |
| 522  | 465  | 445  | 468  | 491  | -    | -    | -    | -    | -    |

En el cens del 1936 es desagrega Portbou, amb 3.092 habitants.

## Llocs d'interès
- Els Canons